# Playas de la Tortuga Ormara
Las Playas de la Tortuga Ormara es un tramo de 10 km de playa de arena a lo largo de la costa de Baluchistán, en el país asiático de Pakistán. Con una superficie de 2.400 hectáreas, fue designado un sitio Ramsar (no 1070), el 10 de mayo de 2001.
Un número considerable de las tortugas marinas tienen presencia aquí, incluyendo la tortuga golfina (Lepidochelys olivacea) y la tortuga verde (Chelonia mydas). Es posible que la tortuga carey también este presente. No hay un número significativo de aves migratorias.
La captura de tortugas para la exportación y la acumulación de desechos plásticos son las principales amenazas.